# Estación de Livorno Central
La estación de Livorno Central es la principal estación ferroviaria del municipio italiano de Livorno, en la región de la Toscana.

## Historia y situación

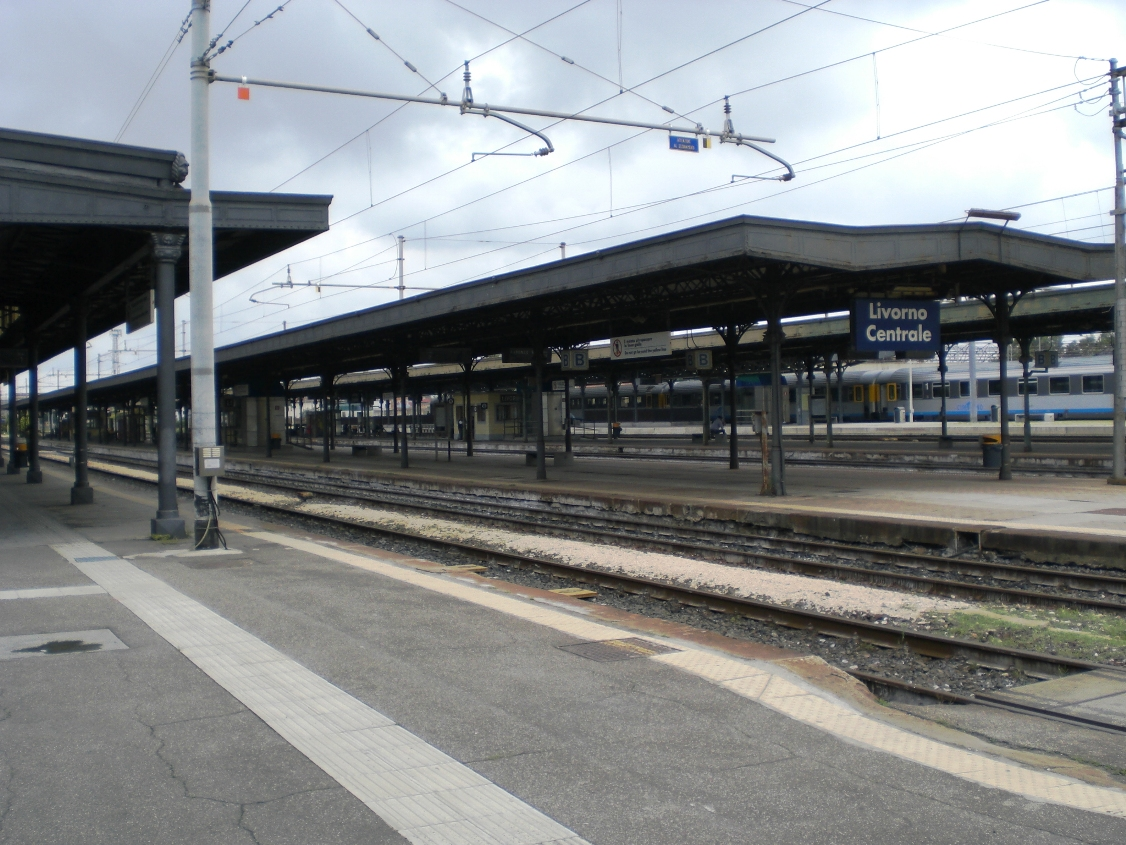
Andenes de Livorno Central

La estación de Livorno Central fue inaugurada en el año 1910 como sustituta de la estación de Livorno-San Marcos, aunque el ferrocarril llegó a Livorno en 1844 con la puesta en servicio del tramo Pisa - Livorno de la línea Florencia - Livorno, también conocida como la Ferrovia Leopolda.
Se encuentra ubicada en el este del núcleo urbano de Livorno. Cuenta con cuatro andenes, tres centrales y otro lateral, a los que acceden siete vías pasantes. A estas vías hay que sumarle la existencia de una amplia playa de vías para el estacionamiento y apartado de material, además de varias vías toperas.
En términos ferroviarios, la estación se sitúa en la línea Florencia SMN - Livorno Central, así como en la línea Roma Termini - Livorno Central - Pisa Central.

## Servicios Ferroviarios
Los servicios ferroviarios de esta estación están prestados por Trenitalia:

### Larga distancia
Frecciabianca
- Roma Termini - Civitavecchia - Orbetello-Monte Argentario - Grosseto - Cecina - Livorno Central - Pisa Central - Viareggio - Massa - La Spezia - Chiavari - Rapallo - Génova Brignole - Génova Plaza Príncipe - Alessandria - Asti - Turín Lingotto - Turín Puerta Nueva

Intercity
- Salerno - Nápoles Central - Aversa - Formia-Gaeta - Latina - Roma Termini - Civitavecchia - Orbetello-Monte Argentario - Grosseto - Cecina - Livorno Central - Pisa Central - Viareggio - Massa - La Spezia - Chiavari - Rapallo - Génova Brignole - Génova Plaza Príncipe - Alessandria - Asti - Turín Lingotto - Turín Puerta Nueva
- Grosseto - Follonica - Cecina - Campiglia Marittima - Livorno Central - Pisa Central - Viareggio - Massa - La Spezia - Monterosso - Levanto - Sestri Levante - Chiavari - Rapallo - Génova Brignole - Génova Plaza Príncipe - Voghera - Pavia - Milán Central
- Roma Termini - Roma Ostiense - Civitavecchia - Grosseto - Follonica - Cecina - Livorno Central - Pisa Central - Viareggio - Massa - La Spezia - Chiavari - Rapallo - Génova Brignole - Génova Plaza Príncipe - Savona - Finale Lugure Marina - Albenga - Alassio - Diana Marina - Imperia Porto Maurizio - San Remo - Bordighera - Ventimiglia

Intercity Notte
- Salerno - Nápoles Central - Aversa - Formia-Gaeta - Latina - Roma Termini - Civitavecchia - Orbetello-Monte Argentario - Grosseto - Cecina - Livorno Central - Pisa Central - Viareggio - Massa - La Spezia - Chiavari - Rapallo - Génova Brignole - Génova Plaza Príncipe - Alessandria - Asti - Turín Lingotto - Turín Puerta Nueva

### Regionales
Mediante los servicios Regionale y Regionale Veloce mantiene rutas con origen en la propia estación, en Roma Termini y  en Piombino, teniendo como destinos a Grosseto, Florencia SMN y Pisa Central, ambas con numerosas frecuencias a lo largo del día.